# Norma Burrowes
Norma Burrowes (ur. 24 kwietnia 1944) – irlandzka sopranistka koloraturowa, związana szczególnie z rolami Haendlowskimi i Mozartowskimi.

## Życiorys
Urodzona w Bangor w Irlandii Północnej studiowała w The Queen’s University of Belfast a następnie w Royal Academy of Music z Florą Nielsen i Rupertem Bruce-Lockhart. Zadebiutowała na Festiwalu Operowym w Glyndebourne jako Zerlina, w 1970 roku. Tego samego roku, zadebiutowała w londyńskim Royal Opera House, jako Fiakermilli i na Festiwalu w Glyndebourne jako Papagena.
Burrowes dołączyłą do Angielskiej Opery Narodowej w 1971 roku, i szybko zaczęła pojawiać się na międzynarodowej scenie, między innymi na Festiwalu Salzburskim, w Operze Paryskiej, na Festiwalu w Aix-en-Provence. Zadebiutowała w Metropolitan Opera w 1979 roku jako Blondchen.
Zaczęła swoją karierę śpiewając głównie role subretkowe, takie jak: Blonde, Zuzanna, Despina, później włączyła do repertuaru lekkie role koloraturowe, takie jak Adina, Norina, Maria, Oskar, Nanetta and Zerbinetta, dodając później role liryczne, na przykład Pamina, Julia oraz Manon. Celowała także w operach Purcellowskich, Haendlowskich i Haydnowskich, których zostawiła nagrania.
W latach 1969–1980 była małżonką dyrygenta Steuart Bedforda, z którym nagrała rolę Alison w Holstowskim Wędrownym uczonym.
Śpiewaczka z czystym i srebrzystym głosem, pewną techniką koloraturową i doskonałym zmysłem scenicznym, Burrowes zeszła ze sceny w 1982 roku. Wyszła za mąż za tenora Emile Belcourt i w 1992 roku dołączyła do niego na Uniwersytecie w Saskatoon jako nauczyciel wokalistyki. Burrowes jest obecnie członkiem wydziału wokalnego na York University.

## Dyskografia
- Purcell The Fairy Queen: English Chamber Orchestra/Benjamin Britten; rec. 1970 (Decca)
- Vaughan Williams The Pilgrim’s Progress: LPO/Adrian Boult; rec. 1970-71 (EMI)
- Holst The Wandering Scholar: English Opera Group/Steuart Bedford; rec. 1974 (EMI)
- Purcell Dido and Aeneas: Aldeburgh Festival Strings/Steuart Bedford; rec. 1975 (Decca)
- Poulenc Gloria: CBSO/Louis Frémaux; rec. 1976 (EMI)
- Fauré Requiem: CBSO/Louis Frémaux; rec. 1977 (EMI)
- Handel Acis and Galatea: English Baroque Soloists/John Eliot Gardiner; rec 1978 (DG Archiv)
- Handel Semele: English Baroque Soloists/John Eliot Gardiner; rec 1983 (Erato)